# به دنبال گریس
به دنبال گریس (به انگلیسی: Running for Grace) یک فیلم عاشقانه آمریکایی محصول سال ۲۰۱۸ به کارگردانی دیوید لی کانینگهام است. از بازیگران این فیلم می‌توان به رایان پاتر، مت دیلون، جیمز کاویزل و الیویا ریچی اشاره کرد. این فیلم در ۱۷ اوت ۲۰۱۸ در ایالات متحده اکران شد.

## داستان
داستان در دهه ۱۹۲۰ در هاوایی در جریان است. یک جوان عاشق دختری می‌شود که از سطح و طبقه بالاتر اجتماعی نسبت به او برخوردار است و تلاش می‌کند تا به این عشق ممنوعه برسد.